# Dino Rađa
Dino Rađa (Split, Joegoslavië, 24 april 1967) is een gepensioneerde Kroatisch basketbalspeler. Hij was een speler van het Jugoplastika-team van de late jaren 1980 en vroege jaren 1990, die hij hielp bij het winnen van twee EuroLeague titels. In de Verenigde Staten is hij vooral bekend om de drie en een half seizoenen die hij doorbracht bij de Boston Celtics in de NBA.

## Split
Rađa begon zijn basketballeven in zijn geboortestad, als junior bij KK Dalvin. Van daaruit ging hij naar KK Split om zijn professionele carrière te starten. Daar leidde hij samen met zijn vriend Toni Kukoč, Jugoplastika naar de top van de EuroLeague, door twee keer achter elkaar (1989 en 1990) die cup te winnen. Rađa zou niet in Split blijven, maar in plaats daarvan vertrok hij naar Italië, terwijl hij is gekozen door de Boston Celtics in de draft. In 1990 gaat hij spelen voor Il Messaggero Roma. Hij blijft daar drie jaar.

## Rome
Rađa haalt 18,1 punten gemiddeld in zijn eerste seizoen bij Il Messaggero. Europese sportjournalisten verkozen hem tot de op een na beste Europese speler van dat seizoen, alleen overschaduwd door zijn voormalige teamgenoot en vriend Kukoč. Hij verbeterde zijn score gemiddelde van elk van de volgende twee seizoenen met de Romeinse club, met een gemiddelde 20,2 en 21,5 punten. In 1992 leidde hij Il Messaggero naar de Korać Cup titel.

## Boston
Hij werd lid van de Celtics in 1993. In zijn eerste seizoen haalt Rađa gemiddeld 15,1 punten en 7,2 rebounds. Hij gaat samen met Kukoč naar de NBA. Kukoč speelt op dat moment als rookie bij de Chicago Bulls. Hij had drie succesvolle jaren met de Celtics, met gemiddeld 16,7 punten en 8,4 rebounds per wedstrijd.

## Terug naar Europa
Hij keerde terug naar Europa in 1997 en ging spelen voor Panathinaikos BC in Griekenland. Hij speelde er twee jaar en won twee Griekse Kampioenschappen, maar keerde in 1999 terug naar zijn geboorteland Kroatië om te spelen voor KK Zadar. In 2000 keerde hij terug naar Griekenland om te gaan spelen bij de grote rivaal van Panathinaikos. Hij ging spelen voor Olympiakos Piraeus BC, maar het lukte niet om kampioen te worden.
Hij keerde nogmaals terug naar Kroatië en ging spelen voor KK Cibona Zagreb. Rađa beëindigde zijn carrière in 2003, met het winnen van het Kroatische kampioenschap met zijn eerste team, KK Split.

## Nationale teams
Rađa was lid van het Joegoslavische team dat de zilveren medaille won tijdens de Olympische Spelen in 1988. Hij was ook een speler van het gouden Joegoslavische teams op de FIBA Junioren Wereld Kampioenschappen in 1987. Hij haalde ook 2 Europese kampioenschappen met Joegoslavië in 1989 en 1991.
Na de Kroatische onafhankelijkheid werd Rađa een belangrijke speler van het Kroatisch nationaal basketbalteam. Hij nam deel aan de Olympische Spelen in 1999 waar hij zilver won. Ook won hij op de Europese kampioenschappen van 1993 en 1995 brons en op de Wereldkampioenschappen van 1994 ook brons.
| Logo van de Olympische Spelen | Goud | Zilver | Brons | Logo van de Olympische Spelen |
|                               | 0    | 2      | 0     |                               |

- International Standard Name Identifier: 0000 0000 2032 6703
- Library of Congress Control Number: n00102198
- Virtual International Authority File: 11083661
- WorldCat: E39PBJgxv8Kqg4KPyqMPCmj9jC